# Resilienz (Ingenieurwissenschaften)

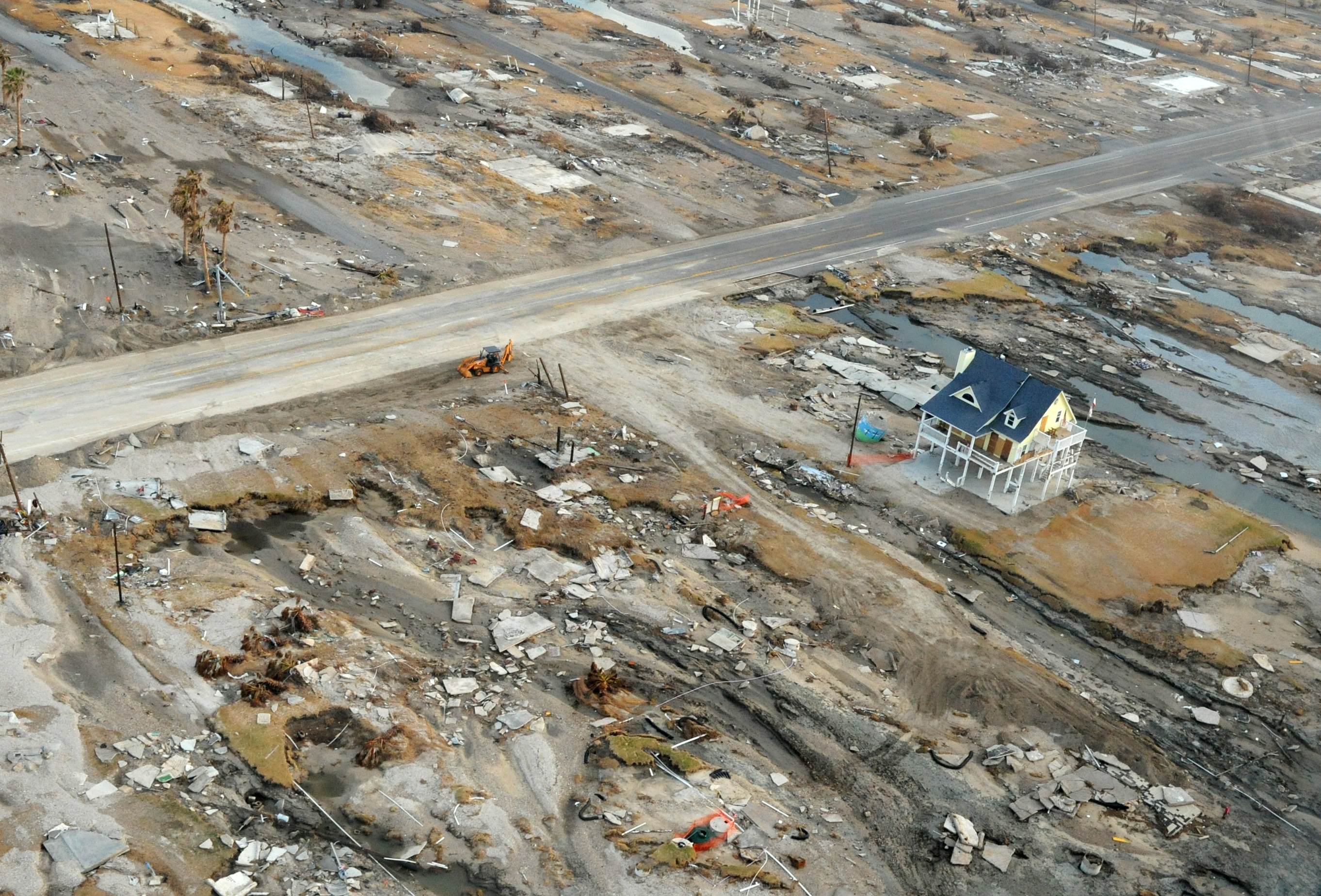
Ein Haus in Gilchrist (Texas), entworfen um Wasserfluten zu widerstehen, überstand den Hurrikan Ike 2008

Resilienz (von lateinisch resilire ‚zurückspringen‘, ‚abprallen‘, ‚nicht anhaften‘) bezeichnet in den Ingenieurwissenschaften die Fähigkeit von technischen Systemen, bei Störungen bzw. Teil-Ausfällen nicht vollständig zu versagen, sondern wesentliche Systemdienstleistungen aufrechtzuerhalten. In einem Teil der Literatur wird unter Resilienz verstanden einen neuen Systemzustand zu realisieren, der gegenüber dem Ausgangszustand ein sogar verbessertes Systemverhalten aufweist. So verstanden, beinhaltet Resilienz eine inhärente Lern- und Entwicklungsfähigkeit von Systemen.

## Konzepte
In der Allgemeinen Systemtheorie bezeichnet Resilienz die Fähigkeit eines komplexen Systems, trotz massiver externer oder interner Störungen wieder in den Ausgangszustand zurückzukehren. Technische Systeme werden dann als resilient bezeichnet, wenn sie auch beim Auftreten innerer und äußerer Ausfälle und Störungen die angeforderten Systemleistungen aufrechterhalten.
Hieraus hat eine Gruppe um Arnim von Gleich das Leitkonzept „Resiliente Systeme“ abgeleitet. Es orientiert den Entwurf und die Gestaltung technischer Systeme auf die Vermeidung größerer Systemzusammenbrüche. Zur Bewältigung dieser Aufgabe sind Strukturen (sozio-)technischer Systeme zu stärken. Dazu ist ein neuartiges Verständnis der Ingenieurwissenschaften im Sinne eines „Resilience Engineering“ erforderlich; zugleich wird eine interdisziplinäre Offenheit und Verknüpfung mit anderen relevanten Wissenschaften wie den Wirtschafts- und Gesellschaftswissenschaften gefordert.

## Methoden
Mögliche Methoden zur Schaffung von Resilienz sind
- Verteilte Systeme
- Redundanzplanung
- Adaptive Systeme
- Adaptive Programmierung
- Steuerung unter Verwendung von KI

## Beispiele
- Unterbrechungsfreie Stromversorgung sorgt für Energie bei Ausfall der primären Stromversorgung.
- Flugzeugtriebwerke – Obwohl ein Triebwerk für die Flugfähigkeit genügt, sind zwei gefordert.
- Im Schiffbau werden Schiffe in durch Schotts getrennte Sektionen unterteilt, um bei einem Leck ein Kentern zu verhindern.
- Das Internet hat seine Wurzeln im ARPANET, das bei Störung von Kommunikationswegen alternative Wege bieten sollte.